# Puig Dalmau
El Puig Dalmau és una muntanya de 352 metres que es troba al municipi de Cruïlles, Monells i Sant Sadurní de l'Heura, a la comarca catalana del Baix Empordà.